# АИСТ № 1
АИСТ № 1 — российский малый космический аппарат, запущенный с помощью ракеты-носителя Союз-2.1в 28 декабря 2013 года с космодрома Плесецк.
Стал вторым запущенным в космос спутником на платформе АИСТ, после АИСТа № 2 (апрель 2013).
Основными задачами спутника являются проверка платформы и бортовых систем, а также изучение микрогравитации.
Кроме того с помощью спутника исследуются эффекты, вызываемые микрометеоритами и микроскопическими элементами орбитального мусора, а также проводится изучение магнитного поля Земли.
На борту малого космического аппарата (МКА) установлена научная аппаратура «МАГКОМ» и «МЕТЕОР».
Запуск АИСТа-1 вместе с двумя калибровочными сферами СКРЛ-756 был произведен в ходе первого полета созданной в ЦСКБ Прогресс ракеты-носителя «Союз-2-1в». Круговая орбита спутника имеет высоту 575 км и наклонение 64,9°.